# كتب طهي عائلية

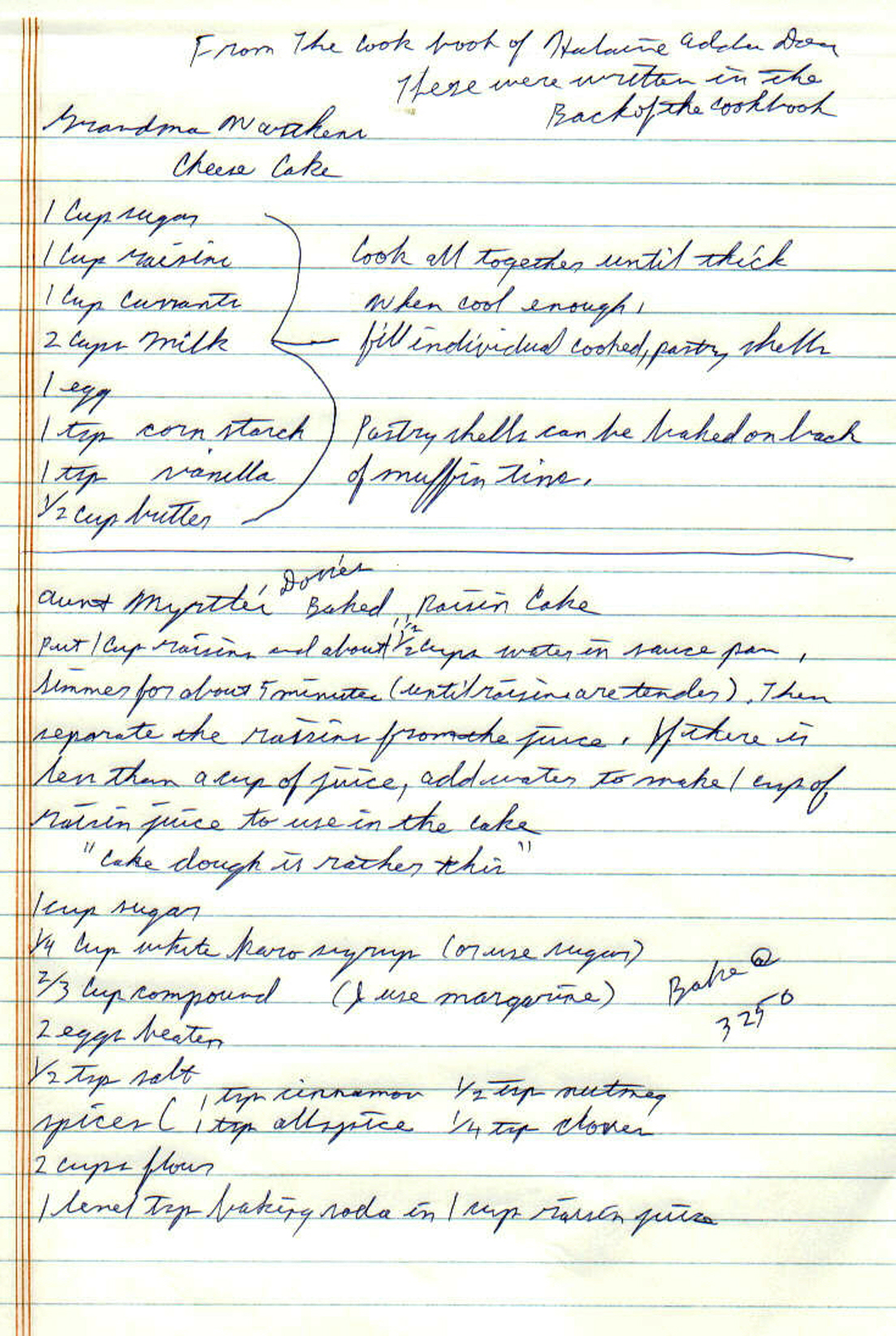
من كتاب طبخ الجدة هالين آدا (الحكيم) دوس

كتب الطهي العائلية عبارة عن مجموعات من الوصفات، وفي بعض الأحيان تحتوي على تاريخ العائلة وصور لأفرادها. ويمكن أن تتم كتابة كتب الطهي تلك من خلال أجهزة الكمبيوتر المحمولة أو في ذو دفتر حلقات أو يمكن أن يتم نشرها بشكل احترافي من خلال إحدى الشركات المتعددة التي تقوم بنشر كتب الطهي والتي تهتم بالعائلات المهتمة بالحفاظ على إرثها من ناحية طهي الطعام.
كما تقرر بعض العائلات المهتمة بعلم الأنساب كذلك بالحفاظ على وصفاتها، حيث إن هذه الوصفات في الغالب تمثل جزءًا من تاريخ تلك العائلات. وبعض الوصفات الأقدم يمكن أن توفر أدلة حول الأصول العرقية للأشخاص الذين كانوا يقومون بطهي تلك الوصفات، مثل خبز الزنجبيل (lebkuchen) ذي الأصول الألمانية أو فطيرة البطاطا وجذورها في جنوب الولايات المتحدة. ويمكن العثور على أدلة أنساب أخرى في علب وكتب الوصفات، من الأشياء التي تتم كتابة الوصفات عليها: مثل الفواتير القديمة (التي يمكن أن تشير إلى مكان تواجد العائلة) أو الخطابات (التي يمكن أن تحتوي على حكايات لما حدث في حياة تلك العائلات في تلك الفترة) أو قصاصات الصحف (التي يمكن أن تكون مؤرخة).
وبخلاف الجانب التاريخي / جانب النسب لكتب الطهي العائلية، فإنها تعد كذلك بمثابة طريقة لتمرير تقاليد العائلات إلى الأجيال الجديدة. وهي تستحق الوقت لقياس المكونات التي يقوم الطاهي باستخدامها لعمل أطباقه من الذاكرة، أثناء إعداد تلك الأطباق. ويمكن أن تتعرض بعض الوصفات للضياع إذا تعرض الشخص الذي قام بعمل الوصفة (من الذاكرة) للوفاة إذا لم تتم كتابة الوصفة. وبالإضافة إلى الوصفة ذاتها، يكون من المفيد كذلك تضمين القصص المتعلقة بالتقاليد، فربما كان يتم عمل حلوى الكريسماس الخاصة من أجل بابا نويل على مدار أجيال متعددة، أو عمل وجبة تقليدية أيرلندية كل عيد من أعياد يوم القديس باتريك.
وبالنسبة للعائلات الكبيرة التي تحتاج إلى طباعة 100 نسخة أو أكثر من كتب الطهي الخاصة بها، فهناك العديد من الناشرين المتخصصين في طباعة الأعداد المحدودة من الكتب. وتمتلك الأسر الأصغر خيار استخدام الطابعات المحلية (مثل Kinko's) أو عمل تلك الكتب في المنزل باستخدام النشر المكتبي.

## كتابات أخرى
- Banker, Susan M. Scrapbooking with Recipes. Meredith Publishing Group: Des Moines, IA. 2003.
- Rehmel, Judy. So, You Want to Write a Cookbook!. Marathon International Publishing Company: Louisville, KY. 1984. out-of-print
- Steligo, Kathy. Meals and Memories: How to Create Keepsake Cookbooks. Carlo Press: San Carlos, CA. 1999.